# Manderfeld
Manderfeld est une section de la commune belge de Bullange située en Communauté germanophone de Belgique dans la province de Liège en Région wallonne. C'était une commune à part entière avant la fusion des communes de 1977.

## Évolution démographique
- Sources : INS, Rem. : 1930 jusqu'en 1970 = recensements, 1976 = nombre d'habitants au 31 décembre.

## Hameaux
L'ancienne commune de Manderfeld était très étendue. Elle ne comptait pas moins d'une vingtaine de petits villages ou hameaux : Afst, Allmuthen, Andlermühle, Berterath, Buchholz, Eimerscheid, Hasenvenn, Hergersberg, Holzheim, Hüllscheid, Igelmonder Hof, Igelmondermühle, Kehr, Krewinkel, Lanzerath, Losheimergraben, Medendorf, Merlscheid et Weckerath.

## Histoire
Durant l'époque carolingienne, Manderfeld fut le siège d'une cour royale. Pépin le Bref et ses descendants y séjournaient régulièrement et y pratiquaient la chasse. Manderfeld fut élevée au rang de commune du département de la Sarre sous le régime français. Prussienne de 1814 à 1919, elle fut rattachée à la Belgique en 1920. Annexée au Troisième Reich de 1940 à 1944.

## Monuments
- Église Saint-Lambert de Manderfeld, du XVIe siècle, bien classé de la région Wallonne en 1990.
- Chemin de croix de Manderfeld, de 1765, bien classé de la région Wallonne en 1990.